# Алессіо ді Мауро
Алессіо ді Мауро (італ. Alessio di Mauro; нар. 9 серпня 1977) — колишній італійський тенісист.
Найвищу одиночну позицію світового рейтингу — 68 місце досяг 26 лютого 2007, парну — 136 місце — 30 січня 2012 року.
Найвищим досягненням на турнірах Великого шолома було 2 коло в одиночному та парному розрядах.
Завершив кар'єру 2014 року.

## Фінали турнірів ATP за кар'єру

### Одиночний розряд: 1 (1 поразка)
| Легенда                         |
| ------------------------------- |
| Турніри Великого шлема (0–0)    |
| Фінали Світового туру ATP (0–0) |
| Серія ATP Мастерс 1000 (0–0)    |
| Серія ATP 500 (0–0)             |
| Серія ATP 250 (0–1)             |

| Фінали за покриттям |
| ------------------- |
| Тверде (0–0)        |
| Ґрунт (0–1)         |
| Трава (0–0)         |
| Килим (0–0)         |

| Фінали за типом корту |
| --------------------- |
| Відкритий корт (0–1)  |
| Закритий корт (0–0)   |

| Результат | В-П | Дата     | Турнір                  | Рівень           | Покриття | Суперник    | Рахунок  |
| --------- | --- | -------- | ----------------------- | ---------------- | -------- | ----------- | -------- |
| Поразка   | 0–1 | Лют 2007 | Буенос-Айрес, Аргентина | Серія Інтернешнл | Ґрунт    | Хуан Монако | 1–6, 2–6 |

## Фінали ATP Челленджер і ITF Ф'ючерс

### Одиночний розряд: 28 (13–15)
| Легенда              |
| -------------------- |
| ATP Челленджер (7–9) |
| ITF Ф'ючерс (6–6)    |

| Фінали за покриттям |
| ------------------- |
| Тверде (0–0)        |
| Ґрунт (13–15)       |
| Трава (0–0)         |
| Килим (0–0)         |

| Результат | В-П   | Дата     | Турнір                                               | Рівень     | Покриття | Суперник                 | Рахунок                 |
| --------- | ----- | -------- | ---------------------------------------------------- | ---------- | -------- | ------------------------ | ----------------------- |
| Поразка   | 0–1   | Чер 1998 | Республіка Македонія F2, Кочани (Північна Македонія) | Ф'ючерс    | Ґрунт    | Марк Марков              | 5–7, 6–4, 1–6           |
| Поразка   | 0–2   | Лип 2000 | Італія F8, Єзі                                       | Ф'ючерс    | Ґрунт    | Елія Гроссі              | 4–1, 1–4, 1–4, 5–3, 0–4 |
| Поразка   | 0–3   | Сер 2000 | Італія F10, Трані                                    | Ф'ючерс    | Ґрунт    | Олівер Марах             | 2–4, 1–4, 2–4           |
| Перемога  | 1–3   | Лип 2001 | Кампінас, Бразилія                                   | Челленджер | Ґрунт    | Рамон Дельгадо           | 6–2, 6–4                |
| Перемога  | 2–3   | Сер 2001 | Італія F10, Єзі                                      | Ф'ючерс    | Ґрунт    | Давіде Скала             | 6–1, 6–0                |
| Поразка   | 2–4   | Сер 2001 | Брессаноне, Італія                                   | Челленджер | Ґрунт    | Ренцо Фурлан             | 1–6, 3–6                |
| Перемога  | 3–4   | Сер 2003 | Сан-Марино, Сан-Марино                               | Челленджер | Ґрунт    | Давід Санчес             | 6–3, 3–2 ret.           |
| Поразка   | 3–5   | Чер 2004 | Сассуоло, Італія                                     | Челленджер | Ґрунт    | Потіто Стараче           | 2–6, 3–6                |
| Перемога  | 4–5   | Лип 2004 | Мантуя, Італія                                       | Челленджер | Ґрунт    | Томас Тенконі            | 7–6(7–4), 6–2           |
| Поразка   | 4–6   | Вер 2004 | Будапешт, Угорщина                                   | Челленджер | Ґрунт    | Стефан Робер             | 1–6, 6–4, 5–7           |
| Поразка   | 4–7   | Бер 2005 | Барлетта, Італія                                     | Челленджер | Ґрунт    | Рішар Гаске              | 3–6, 6–7(6–8)           |
| Поразка   | 4–8   | Кві 2005 | Ольбія, Італія                                       | Челленджер | Ґрунт    | Томас Беренд             | 1–6, 6–4, 5–7           |
| Перемога  | 5–8   | Кві 2005 | Монца, Італія                                        | Челленджер | Ґрунт    | Ніколя Девільдер         | 6–1, 2–6, 6–3           |
| Поразка   | 5–9   | Тра 2005 | Турин, Італія                                        | Челленджер | Ґрунт    | Карлос Берлок            | 5–7, 1–6                |
| Поразка   | 5–10  | Кві 2006 | Неаполь, Італія                                      | Челленджер | Ґрунт    | Потіто Стараче           | 0–6, 1–5 ret.           |
| Перемога  | 6–10  | Лип 2007 | Мантуя, Італія                                       | Челленджер | Ґрунт    | Тьєррі Асьйон            | 7–5, 7–6(8–6),          |
| Перемога  | 7–10  | Чер 2009 | Мілан, Італія                                        | Челленджер | Ґрунт    | Венсан Мійо              | 6–4, 7–6(7–3),          |
| Поразка   | 7–11  | Бер 2010 | Іспанія F8, Сабадель                                 | Ф'ючерс    | Ґрунт    | Габрієль Трухільйо Солер | 2–6, 2–6                |
| Перемога  | 8–11  | Бер 2010 | Італія F3, Фоджа                                     | Ф'ючерс    | Ґрунт    | Андреас Гайдер-Маурер    | 6–2, 7–6(7–2),          |
| Перемога  | 9–11  | Тра 2010 | Італія F8, Поццуолі                                  | Ф'ючерс    | Ґрунт    | Сімоне Ваньйоцці         | 7–5, 6–4                |
| Перемога  | 10–11 | Жов 2010 | Італія F30, Реджо-Калабрія                           | Ф'ючерс    | Ґрунт    | Лука Ванні               | 7–6(7–4), 6–4           |
| Поразка   | 10–12 | Лют 2011 | Касабланка, Марокко                                  | Челленджер | Ґрунт    | Євген Донской            | 6–2, 3–6, 3–6           |
| Поразка   | 10–13 | Кві 2011 | Монца, Італія                                        | Челленджер | Ґрунт    | Юліан Райстер            | 6–2, 3–6, 3–6           |
| Поразка   | 10–14 | Лют 2013 | Іспанія F1, Майорка                                  | Ф'ючерс    | Ґрунт    | Пабло Карреньо Буста     | 1–6, 1–6                |
| Перемога  | 11–14 | Бер 2013 | Сан-Луїс-Потосі, Мексика                             | Челленджер | Ґрунт    | Деніел Косаковскі        | 4–6, 6–3, 6–2           |
| Перемога  | 12–14 | Жов 2013 | Італія F29, Палермо                                  | Ф'ючерс    | Ґрунт    | Джанлука Назо            | 6–4, 6–3                |
| Перемога  | 13–14 | Жов 2013 | Італія F30, Палермо                                  | Ф'ючерс    | Ґрунт    | Сімоне Ваньйоцці         | 6–3, 6–3                |
| Поразка   | 13–15 | Тра 2014 | Італія F12, Пула                                     | Ф'ючерс    | Ґрунт    | Лука Ванні               | 1–6, 1–3 ret.           |

### Парний розряд: 22 (9–13)
| Легенда               |
| --------------------- |
| ATP Челленджер (7–12) |
| ITF Ф'ючерс (2–1)     |

| Фінали за покриттям |
| ------------------- |
| Тверде (0–0)        |
| Ґрунт (9–13)        |
| Трава (0–0)         |
| Килим (0–0)         |

| Результат | В-П  | Дата     | Турнір                    | Рівень     | Покриття | Партнер               | Суперники                                   | Рахунок                 |
| --------- | ---- | -------- | ------------------------- | ---------- | -------- | --------------------- | ------------------------------------------- | ----------------------- |
| Поразка   | 0–1  | Чер 2003 | Реджо-нель-Емілія, Італія | Челленджер | Ґрунт    | Вінченцо Сантопадре   | Джозеф Сіріанні Рогір Вассен                | 4–6, 4–6                |
| Перемога  | 1–1  | Лип 2003 | Ольбія, Італія            | Челленджер | Ґрунт    | Вінченцо Сантопадре   | Жюльєн Жанп'єр Майк Шайдвайлер              | 2–6, 6–4, 6–2           |
| Поразка   | 1–2  | Кві 2005 | Ольбія, Італія            | Челленджер | Ґрунт    | Томас Тенконі         | Массімо Бертоліні Урос Віко                 | 4–6, 4–6                |
| Поразка   | 1–3  | Тра 2005 | Турин, Італія             | Челленджер | Ґрунт    | Франческо Альді       | Франко Феррейро Серхіо Ройтман              | 7–6(7–4), 5–7, 6–7(2–7) |
| Поразка   | 1–4  | Кві 2007 | Неаполь, Італія           | Челленджер | Ґрунт    | Марко Груньйола       | Флавіо Чіполла Марсель Гранольєрс           | 4–6, 2–6                |
| Перемога  | 2–4  | Сер 2008 | Корденонс, Італія         | Челленджер | Ґрунт    | Марко Груньйола       | Давід Шкох Ігор Зеленай                     | 1–6, 6–4, [10–6]        |
| Поразка   | 2–5  | Сер 2008 | Манербіо, Італія          | Челленджер | Ґрунт    | Массімо Делл'Аква     | Томас Фаббіано Борис Пашанскі               | 6–7(7–9), 5–7           |
| Поразка   | 2–6  | Бер 2009 | Мекнес, Марокко           | Челленджер | Ґрунт    | Джанкарло Петраццуоло | Марк Лопес Таррес Лямін Уахаб               | 3–6, 5–7                |
| Поразка   | 2–7  | Сер 2009 | Орбетелло, Італія         | Челленджер | Ґрунт    | Мануель Джоркуера     | Паоло Лоренці Джанкарло Петраццуоло         | 6–7(5–7), 6–3, [6–10]   |
| Перемога  | 3–7  | Сер 2009 | Манербіо, Італія          | Челленджер | Ґрунт    | Сімоне Ваньйоцці      | Їв Аллегро Єссе Гута Ґалунґ                 | 6–4, 3–6, [10–4]        |
| Перемога  | 4–7  | Кві 2010 | Італія F3, Фоджа          | Ф'ючерс    | Ґрунт    | Сімоне Ваньйоцці      | Дієґо Альварес Агустін Пікко                | 6–4, 6–0                |
| Перемога  | 5–7  | Лип 2010 | Орбетелло, Італія         | Челленджер | Ґрунт    | Алессандро Мотті      | Нікола Мектич Ivan Zovko                    | 6–2, 3–6, [10–3]        |
| Перемога  | 6–7  | Вер 2010 | Тоді, Італія              | Челленджер | Ґрунт    | Флавіо Чіполла        | Марсель Гранольєрс Герард Гранольєрс Пуйоль | 6–1, 6–4                |
| Поразка   | 6–8  | Лют 2011 | Мекнес, Марокко           | Челленджер | Ґрунт    | Алессандро Мотті      | Трет Г'юї Сімоне Ваньйоцці                  | 1–6, 2–6                |
| Перемога  | 7–8  | Бер 2011 | Рабат, Марокко            | Челленджер | Ґрунт    | Сімоне Ваньйоцці      | Євген Корольов Юрій Щукін                   | 6–4, 6–4                |
| Перемога  | 8–8  | Лип 2011 | Сан-Бенедетто, Італія     | Челленджер | Ґрунт    | Алессандро Мотті      | Даніеле Джорджині Стефано Травалья          | 7–6(7–5), 4–6, [10–7]   |
| Поразка   | 8–9  | Сер 2011 | Манербіо, Італія          | Челленджер | Ґрунт    | Алессандро Мотті      | Дастін Браун Ловро Зовко                    | 6–7(4–7), 5–7           |
| Поразка   | 8–10 | Лис 2011 | Медельїн, Колумбія        | Челленджер | Ґрунт    | Маттео Віола          | Пауль Капдевіль Ніколас Массу               | 2–6, 6–4, [8–10]        |
| Поразка   | 8–11 | Тра 2012 | Італія F9, Поццуолі       | Ф'ючерс    | Ґрунт    | Стефано Наполітано    | Клаудіо Грассі Вальтер Трузенді             | 3–6, 2–6                |
| Поразка   | 8–12 | Лип 2012 | Орбетелло, Італія         | Челленджер | Ґрунт    | Сімоне Ваньйоцці      | Стефано Янні Дейн Проподжія                 | 3–6, 2–6                |
| Поразка   | 8–13 | Вер 2012 | Тоді, Італія              | Челленджер | Ґрунт    | Марко Чеккінато       | Мартін Фішер Філіпп Освальд                 | 3–6, 2–6                |
| Перемога  | 9–13 | Лют 2013 | Іспанія F1, Майорка       | Ф'ючерс    | Ґрунт    | Сімоне Ваньйоцці      | Мігель-Анхель Лопес Хаен Хорді Марсе-Відрі  | 6–0, 6–3                |